# Ring (album de Miliyah Katō)
Pour les articles homonymes, voir Ring.
Albums de Miliyah Katō
Tokyo Star
(2008) Heaven
(2010)
Compilations par Miliyah Katō
Best Destiny
(2008)
Singles
Ring est le 4e album de Kato Miliyah, sorti sous le label Mastersix Foundation le 8 juillet 2009 au Japon. Il atteint la 2e place du classement de l'Oricon. Il se vend à 150 768 exemplaires la première semaine, et reste classé pendant 59 semaines, pour un total de 383 218 exemplaires vendus. C'est l'album le plus vendu de Miliyah Katō à ce jour.

## Liste des titres
Toutes les chansons sont écrites et composées par Miliyah Kato, à moins qu'autrement ait noté.
| 1.  | Sayonara Baby                              |                        | Shinichiro Murayama | 4:29 |
| 2.  | Aitai                                      |                        | Shinichiro Murayama | 4:30 |
| 3.  | Love Forever feat. Shota Shimizu           | Shota Shimizu, Miliyah | 3rd Productions     | 5:12 |
| 4.  | Breathe Again                              |                        | 3rd Productions     | 4:32 |
| 5.  | Love for you                               |                        | 3rd Productions     | 3:58 |
| 6.  | Arigatô (ありがとう、)                     |                        | THE COMPANY         | 4:41 |
| 7.  | Kono Machi no Dokoka de (この街のどこかで) |                        | Shinichiro Murayama | 4:18 |
| 8.  | Dance tonight                              |                        | Shinichiro Murayama | 3:59 |
| 9.  | 20: Cry                                    |                        | Shinichiro Murayama | 4:10 |
| 10. | Time is Money                              |                        | Tomokazu Matsuzawa  | 4:40 |
| 11. | Anata ga Hoshii (あなたが欲しい)           |                        | 3rd Productions     | 4:25 |
| 12. | Love me, hold me                           |                        | Woo Philip          | 5:05 |
| 13. | Happy Celebration                          |                        | Shiokawa Mitsuki    | 5:14 |
| 14. | This is Love                               |                        | MANABOON            | 5:36 |
| 15. | People                                     |                        | Shinichiro Murayama | 4:04 |

| 1. | Sayonara Baby (vidéo-clip)                                       |  |
| 2. | Koishiteru (vidéo-clip)                                          |  |
| 3. | 20: Cry (vidéo-clip)                                             |  |
| 4. | Love Forever feat. Shota Shimizu (vidéo-clip)                    |  |
| 5. | Ketai Ongaku Drama "DOR@MO" 20-CRY- EPISODE 1 ~BIRTHDAY PRESENT~ |  |
| 6. | Ketai Ongaku Drama "DOR@MO" 20-CRY- EPISODE 2 ~Hamburger~        |  |
| 7. | Ketai Ongaku Drama "DOR@MO" 20-CRY- EPISODE 3 ~Wasure Mono~      |  |